# Леше, Верне
Верне Леше (в замужестве Ванберг) (фин. Verné Lesche 11 октября 1917, Хельсинки, Финляндия — 21 апреля 2002, Конгсберг, Норвегия) — финская конькобежка, двукратная чемпионка мира в многоборье и 4-кратная призёр чемпионатов мира, 11-кратная чемпионка Финляндии в многоборье, 4-кратная рекордсменка мира.

## Биография
Верне Леше родилась в Хельсинки, в семье шведских театральных актёров Яло Леше и Хильмы Леше. Она начала свою спортивную карьеру как пловец, но увлеклась конькобежным спортом после того, как в 13 лет получила норвежские коньки. Начала заниматься  в клубе "Helsinki Skaters" в начале 30-х годов. В 1932 году 14-летняя девушка участвовала на первом чемпионате Финляндии среди женщин и сразу выиграла бронзовую медаль, а через год выиграла женский чемпионат Финляндии с мировым рекордом в забеге на 1500 метров - 2:49,00 сек. В 1934 году на неофициальном чемпионате мира в многоборье она стала серебряным призёром с мировым рекордом на дистанции 1000 метров - 1:45,70 сек. На первом женском официальном чемпионате мира в Стокгольме  в 1936 году Верне завоевала серебро и установила мировой рекорд на дистанции 5000 метров со временем 10:15,30 сек.
В 1937 году на очередном чемпионате мира в Давосе заняла третье место, а ещё через год на чемпионате мира в Осло выиграла 2-е место и получила очередную серебряную медаль. В 1939 году она стала впервые чемпионкой мира на домашнем чемпионате мира в Тампере, но участвовало всего восемь спортсменов, и только две иностранных спортсменки. В связи с началом второй мировой войны в 1939 году мировые чемпионаты были отменены и возобновились только в 1947 году. С 1941 по 1945 года она становилась чемпионкой страны. Как раз в том году она завоевала второй титул на чемпионате мира в Драммене, выиграв все четыре дистанции и победив с небывалым отрывом по очкам — 20,923.
На чемпионате Финляндии в 1948 году Верне Леше выиграла одну из четырёх дистанций, на трёх остальных стала второй. И хотя она набрала сумму очков лучшую, чем победившая на трёх дистанциях Эви Хуттунен, заняла второе место согласно действовавших тогда правилам проведения соревнований. На чемпионате мира в Турку в 1948 году впервые участвовали Советские спортсменки, которые и заняли все первые три места, а Верне заняла только 6-е место. Последним международным соревнованием, на котором она выступила, стал чемпионат мира в Конгсберге 1949 года, где Верне Леше заняла 5-е место в общем зачёте, установив мировой рекорд на дистанции 5000 метров со временем 9:26,80 сек. В том же году завершила карьеру спортсменки и летом 1949 года вышла замуж за норвежского журналиста Мальме Ванберга, с которым переехала в норвежский Конгсберг, где и прожила жизнь до своей смерти 21 апреля 2002 года.

## Мировые рекорды
| Дистанция | Результат | Дата            | Место     |
| --------- | --------- | --------------- | --------- |
| 1,500 м   | 2:49.0    | 26 Февраль 1933 | Хельсинки |
| 1,000 м   | 1:45.7    | 11 Февраль 1934 | Осло      |
| 5,000 м   | 10:15.3   | 2 Февраль 1936  | Стокгольм |
| 5,000 м   | 9:26.8    | 13 Февраль 1949 | Конгсберг |